# Geschiedenis van Peru

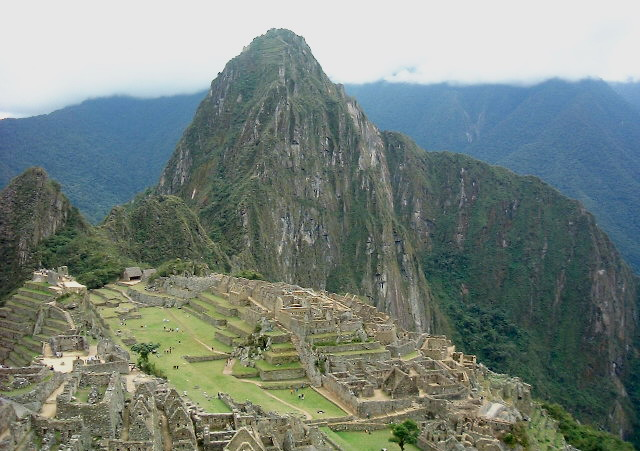
Machu Picchu, een van de zeven wereldwonderen

Dit artikel geeft een overzicht van de geschiedenis van Peru.

## Pre-Colombiaanse culturen
Werktuigen van meer dan 11.000 jaar oud zijn teruggevonden in de plaatsen Pachacamac, Telarmachay, Junin en Lauricocha. Tussen ca. 6.000 v.Chr. en ca. 3.000 v.Chr. ontstonden de eerste nederzettingen zoals Kotosh en Huaca Prieta. Er werd maïs en katoen verbouwd en dieren zoals de alpaca en de cavia werden gedomesticeerd. De stad Caral zou de oudste stad uit Zuid-Amerika zijn. Ze ontstond omstreeks 2.500 v.Chr. Later kwamen onder meer de Chavincultuur, Nazcacultuur, Moche, Wari en Chimú.

### Inca's (1438-1532)
In 1438 ontstond het Incarijk. Het rijk strekte zich uit over Ecuador en delen van Peru, Bolivia, Argentinië, Colombia en Chili. De hoofdstad was Cuzco. De belangrijkste taal was het Quechua. De archeologische site Sacsayhuamán dateert ook van deze tijd. De Inca's waren goede wegenbouwers. Getuige hiervan was hun wegennetwerk met een totale lengte van om en nabij 40.000 kilometer. De stad Machu Picchu werd omstreeks 1450 gebouwd. De stad werd pas in 1911 herontdekt door Hiram Bingham.

## Verovering van Peru (1532-1542)

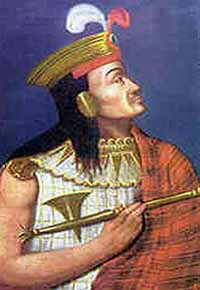
Atahualpa

In 1532 arriveerde Francisco Pizarro in Peru. Pizarro zette Atahualpa gevangen in de slag om Cajamarca en veroordeelde hem. In 1541 werd Pizarro vermoord door Diego de Almagro II. Desondanks trokken de Spanjaarden zich niet terug. Ze stichtten in 1535 de stad Lima. De Spanjaarden maakten gebruik van het Encomienda systeem om grond te veroveren.

## Onderkoninkrijk Peru (1542-1811)

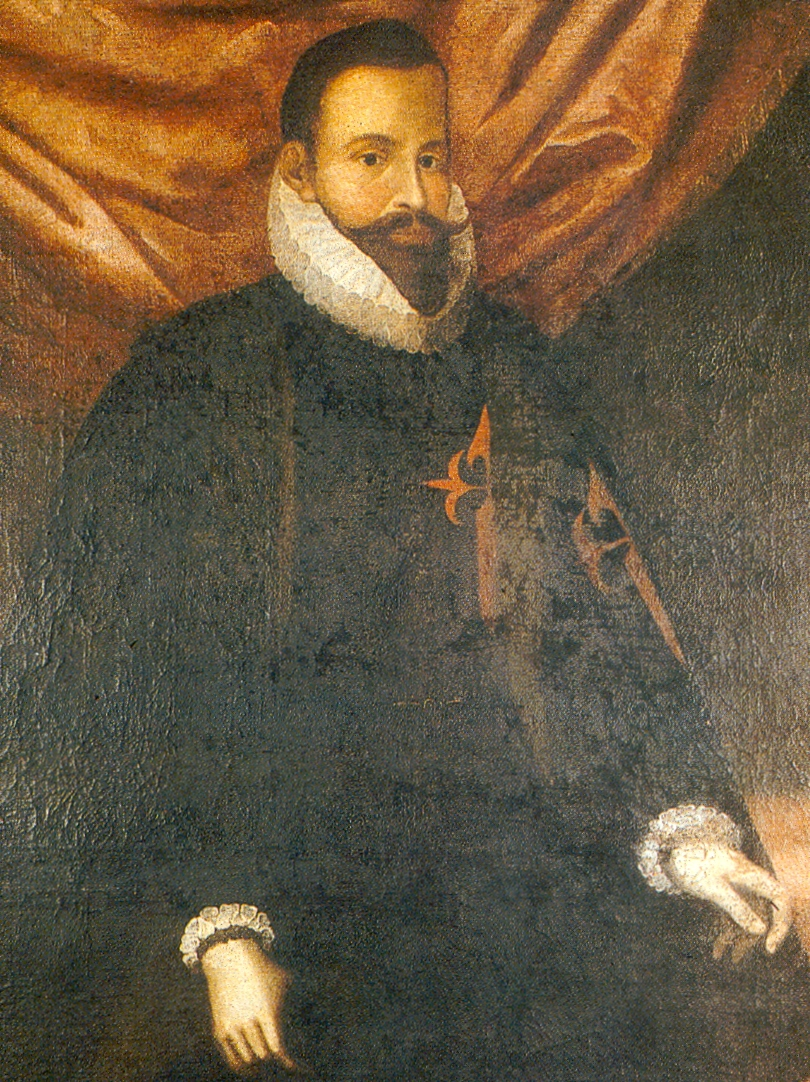
Blasco Nuñez Vela was de eerste onderkoning van Peru

Blasco Núñez Vela werd in 1544 de eerste onderkoning van Peru. Hij werd in 1546 vermoord door Gonzalo Pizarro, de jongere broer van Francisco Pizarro, die zich tot gouverneur uitriep. De rebellie kwam voort uit onvrede over de 'Nieuwe Wetten', die paal en perk wilden stellen aan een aantal scheefgegroeide praktijken. Spanje stuurde Pedro de la Gasca, die de opstand in 1548 militair wist te onderdrukken en een afscheiding voorkwam. In 1553 was er kortstondig een nieuwe revolte, aangevoerd door Francisco Hernández Girón. Het onderkoninkrijk werd gereorganiseerd in 1572 tijdens het bewind van Francisco de Toledo. De stad Vilcabamba werd verwoest en Túpac Amaru, de laatste Incaleider, werd onthoofd. Lima werd de nieuwe hoofdstad van het onderkoninkrijk. In 1717 scheurde het Onderkoninkrijk Nieuw-Granada af van het Onderkoninkrijk Peru. In 1776 volgde ook de afscheuring van het Onderkoninkrijk van de Río de la Plata als gevolg van een economische crisis.

## Onafhankelijkheidsoorlogen (1811-1824)
De onafhankelijkheid van Peru was een belangrijk hoofdstuk in de Spaans-Amerikaanse onafhankelijkheidsoorlogen . Het was een historisch en sociaal proces, dat overeenkomt met een hele periode van sociale verschijnselen, opstanden en oorlogsconflicten die leidden tot politieke onafhankelijkheid en de opkomst van de Peruaanse Republiek als een onafhankelijke staat van de Spaanse monarchie, het resultaat van de politieke breuk en verdwijning van de onderkoninkrijk Peru voor de convergentie van bevrijdende stromingen en de actie van hun eigen kinderen.
In 1808 werd de Spaanse koning Ferdinand VII van Spanje gevangengenomen door de troepen van Napoleon Bonaparte. In 1811 begon de Peruaanse Onafhankelijkheidsoorlog, waarbij de legers van Simón Bolívar en José de San Martín tegen de Spaanse overheersing vochten. In 1824 werden de Spanjaarden definitief verslagen door Antonio José de Sucre en Agustín Gamarra.

### Pro-onafhankelijkheidsopstanden in Peru
Bij de Franse invasie van Spanje deden koning Karel IV en zijn zoon Ferdinand VII afstand van de Spaanse troon ten gunste van de Franse keizer Napoleon Bonaparte, die de kroon afstond aan zijn broer, Joseph Bonaparte. Als gevolg van de Franse bezetting vond de opstand en revolutie van Spanje en heel Spaans Amerika tegen de Fransen plaats. Maar in verschillende delen van Amerika worden autonome regeringsjunta's opgericht om de hegemonie van het land te betwisten zonder te proberen de koloniale orde te veranderen. Overheidsbesturen worden bijeengeroepen in Chuquisaca, La Paz en Quito. In dit kader maakte de onderkoning van Peru, José Fernando de Abascal, het Koninklijk Leger van Peru en de Peruaanse onderkoninkrijk tot de basis van de contrarevolutie tegen de revolutionaire opmars in Opper-Peru, Quito, Chili en de Río de la Plata. De eerste autonome Peruaanse opstanden volgden elkaar op na deze eerste campagnes van de conventionele legers, in een Peruaanse context van sociale onvrede van de inheemse bevolking en van Creoolse samenwerking met de Rio de la Plata-revolutie, maar de onregelmatige oorlog die zich in Peru ontwikkelde, slaagde er niet in om de vrijheid van het land.

#### Eerste Tacna-opstand van 1811

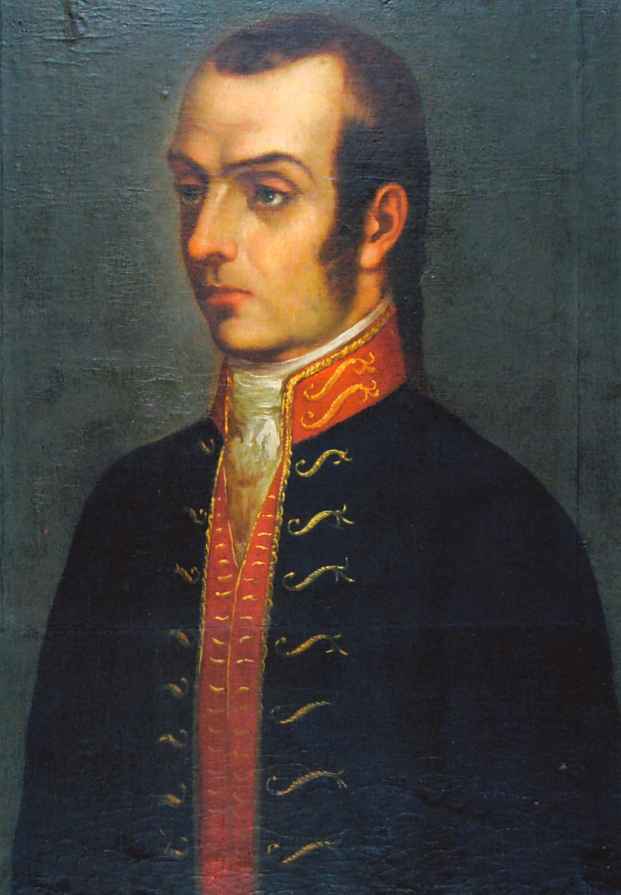
Francisco de Zela leidde de Tacna-revolutie en wordt erkend als een van de helden van de onafhankelijkheid van Peru

De Peruaanse patriotten, zich bewust van de opmars van de River Plate-legers in Opper-Peru (het huidige Bolivia), organiseerden een libertaire beweging in Tacna tegen onderkoning José Fernando de Abascal. Op 20 juni 1811 (de dag van de slag om Guaqui, waar de royalistische troepen onder bevel van generaal José Manuel de Goyeneche de River Plate-onafhankelijken versloegen), vielen de patriotten onder leiding van Francisco Antonio de Zela de twee royalistische militaire kazernes aan van Tacna, waarbij Zela tot militaire commandant van het plein werd uitgeroepen, Rabbi Gabino Barrios tot kolonel van de infanteriemilitie en curaca Toribio Ara tot commandant van de cavaleriedivisie. Op 25 juni werd in Tacna de nederlaag van de Río de la Plata-patriotten in Guaqui vernomen. Gebruikmakend van de verwarring veroorzaakt door het nieuws, ontmantelden de royalisten de beweging en namen Francisco Antonio de Zela gevangen, die ze naar Lima brachten, waar hij werd veroordeeld tot levenslange gevangenisstraf in de Chagres-gevangenis, Panama, waar hij stierf in 1819.

#### Huánuco-opstand van 1812
De inheemse opstand van Huánuco van 22 februari 1812 was gericht tegen het koloniale regime. De troepen van de onderkoning werden georganiseerd in Cerro de Pasco en gingen op weg naar Huánuco, waar de slag bij Ambo plaatsvond op 5 maart 1812. De burgemeester van Tarma, José González Prada, heroverde Ambo op 10 maart met een koloniaal contingent. De rebellen lieten Ambo en Huánuco in de steek. De royalisten trokken op 19 maart 1812 beide steden binnen. González Prada verliet de stad in de achtervolging van de rebellen, die 2.000 man hadden. De inheemse bevolking verspreidde zich en de leiders werden gevangen genomen door González Prada, onder wie Juan José Crespo y Castillo, de curaca Norberto Haro en de dorpsburgemeester van Huamalíes, José Rodríguez, die standrechtelijk werden vervolgd en geëxecuteerd met de straf van de garrote. Andere rebellen werden verbannen en velen werden in de gevangenis gezet.

#### Tweede Tacna-opstand van 1813
De Argentijnse generaal Manuel Belgrano reorganiseerde de River Plate-troepen die waren verslagen in de Slag om Guaqui. Op 24 september 1812 stond hij tegenover de troepen onder bevel van generaal Pío Tristán, versloeg ze en stopte de opmars van het royalistische leger naar Tucumán. Later behaalde hij nog een overwinning in de slag om Salta, waarvoor Pío Tristán op 20 februari 1813 capituleerde, waarmee het Argentijnse leger een nieuw offensief begon en opnieuw Boven-Peru bezette. De Spaanse generaal Joaquín de la Pezuela, die Goyeneche in La Paz had vervangen op bevel van de onderkoning van Peru Abascal, reorganiseerde het koninklijke leger van Peru en versloeg de Argentijn Manuel Belgrano in de slag bij Vilcapugio op 1 oktober 1813 en vervolgens in de slag bij Ayohúma, op 14 november 1813.
Juan Francisco Paillardelli uit Tacna was Belgrano's afgezant in de coördinatie die de Argentijnse generaal in Peru probeerde te vestigen. Samen met Juan Francisco Paillardelli was zijn broer Enrique Paillardelli aan het samenzweren in Tacna en Julián Peñaranda aan het samenzweren in Tarapacá . Enrique ontving zijn instructies van Belgrano in Puno . Het plan bestond uit het coördineren van de opstand van heel Zuid-Peru. Onder leiding van Enrique Paillardelli namen de Tacneño-patriotten op 3 oktober 1813 de Tacneño-kazerne in beslag en namen de royalistische gouverneur van de provincie gevangen. De burgemeester van Arequipa, José Gabriel Moscoso, die op de hoogte was van de gebeurtenissen, stuurde een royalistische militie onder leiding van José García de Santiago. De slag bij Camiara vond plaats op 13 oktober, waar Paillardelli's patriotten die zich terugtrokken naar Tacna werden verslagen. Een paar dagen later werd de nederlaag van Belgrano vernomen en verspreidden de patriotten zich weer. Enrique Paillardelli en een paar volgelingen vluchtten op 3 november 1813 naar Boven-Peru, terwijl Tacna werd heroverd door de royalisten.

#### Cuzco-opstand van 1814

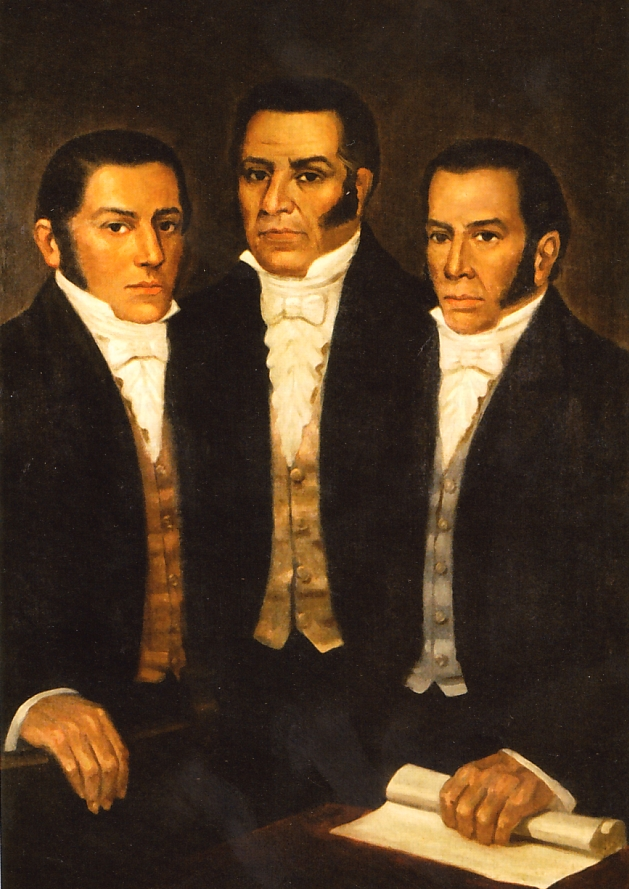
De gebroeders Angulo: José, Vicente en Mariano Angulo, leiders van de Cuzco-opstand van 1814.

In 1814 vond de opstand van Cuzco plaats die het zuiden van de onderkoninkrijk Peru omvatte. De opstand van 1814 begon met de politieke confrontatie tussen de Constitutionele Raad en het Koninklijk Hof van Cuzco: de eerste werd gezien als pro-Amerikaans en de laatste als pro-schiereiland. Als gevolg van deze confrontatie werden de gebroeders Angulo eind 1813 gevangengezet. In augustus 1814 ontsnapten de gebroeders Angulo en andere criollos en namen de controle over de stad Cuzco over. Op dat moment hadden ze al een bondgenootschap gesloten met de brigadier en leider van Chincheros, Mateo Pumacahua. Dit laatste personage was een van de grote verdedigers van de Spaanse monarchie tijdens de opstand van Túpac Amaru II en commandant van de royalistische inheemse in de slag om Guaqui, hij had echter zijn strijdlustige positie veranderd.
De gebroeders Angulo en Pumacahua organiseerden een leger dat in drie secties was verdeeld:

##### Expeditie naar Opper-Peru
De eerste hiervan werd naar Opper-Peru gestuurd, onder het bevel van Juan Manuel Pinelo uit Ica en de Argentijnse priester Ildefonso Muñecas. Deze troepen omsingelden La Paz met 500 schutters en 20 000 Indianen gewapend met stenen en slingers, op 14 september 1814. Op de 24e van dezelfde maand namen ze de stad in. De royalisten zaten opgesloten in hun kazerne, maar maakten van de situatie gebruik om het kruitvat op te blazen; woedend vermoordden de onafhankelijken uit La Paz hen. Om La Paz te heroveren, marcheerde een royalistisch regiment van Cuzco-militieleden vanuit Oruro, met 1.500 schutters onder het bevel van de Spaanse generaal Juan Ramírez Orozco. Ze botsten op 2 november 1814 aan de rand van La Paz en de onafhankelijken werden verslagen. Pinelo en Muñecas bevalen zich terug te trekken en een deel van de troepen werd in de vorm van guerrilla's in de regio verspreid.

##### Expeditie naar Huamanga
De tweede patriotsectie marcheerde naar Huamanga, onder het bevel van de Argentijn Manuel Hurtado de Mendoza, die de geestelijke José Gabriel Béjar en Mariano Angulo als luitenants had en arriveerde op 20 september op het stadsplein. Dagen ervoor vond in die stad de opstand plaats van honderden boerinnen in de Santa Catalina-kazerne (nu het Soshaku Nagase Craft Center) onder leiding van Ventura Ccalamaqui, ter ondersteuning van de zaak. Hurtado de Mendoza beval een mars naar Huancayo, een stad die ze vreedzaam innamen. Om hen te confronteren, stuurde onderkoning Abascal het Spaanse Talavera-regiment vanuit Lima, onder bevel van kolonel Vicente González. De slag bij Huanta vond plaats op 30 september 1814; de acties duurden drie dagen, waarna de patriotten Huamanga verlieten. Ze reorganiseerden zich in Andahuaylas en stonden op 27 januari 1815 opnieuw tegenover de royalisten in Matará, waar ze opnieuw werden verslagen. De patriotten reorganiseerden zich opnieuw dankzij de guerrilla's die in de provincie Cangallo waren gevormd. Ondertussen vormde de Argentijnse Hurtado de Mendoza een troepenmacht met 800 schutters, 18 kanonnen, 2 culverins (gegoten en vervaardigd in Abancay ) en 500 Indianen. Deze troepen stonden onder bevel van José Manuel Romano. Vanwege het verraad van José Manuel Romano aan Hurtado de Mendoza, die hij vermoordde en overgaf aan de royalisten, verspreidden de patriotten zich en werden de leiders van de opstand gevangengenomen. Verraad kwam veel voor tijdens de onafhankelijkheidsopstanden in heel Amerika. Uit biografieën van maatschappelijke actoren blijkt dat het niet ongewoon was om van kant te wisselen. In het geval van lokale leiders waren hun politieke voorkeuren gekoppeld aan lokale conflicten die in een grotere dimensie tot uiting kwamen. De gebroeders Angulo, Béjar, Paz, González en andere rebellen werden gevangengenomen, naar Cuzco gebracht en op 29 mei 1815 in het openbaar geëxecuteerd. De Kroon had het beleid van openbare bestraffing als een mechanisme om de bevolking te intimideren en toekomstige opstanden te voorkomen.

##### Expeditie naar Puno en Arequipa
De derde patriotgroep voerde campagne in Arequipa en Puno, onder het bevel van de voormalige royalistische brigadegeneraal Mateo Pumacahua, en had 500 schutters, een cavalerieregiment en 5.000 Indianen. Pumacahua, als de curaca van Chinchero, had een grote dominantie en leiderschap onder de inheemse bevolking. De broers José en Vicente Angulo werden naar Cuzco gestuurd, met een wacht van loyale indianen en zwarten. De controle over Cuzco was om ideologische en logistieke redenen essentieel. Om meerdere redenen had Cuzco een sterke invloed op Boven-Peru; en op zijn beurt onderhield Opper-Peru een koloniale administratieve band met de stad Buenos Aires, een van de grote revolutionaire centra van de jaren 1810 in Zuid-Amerika.

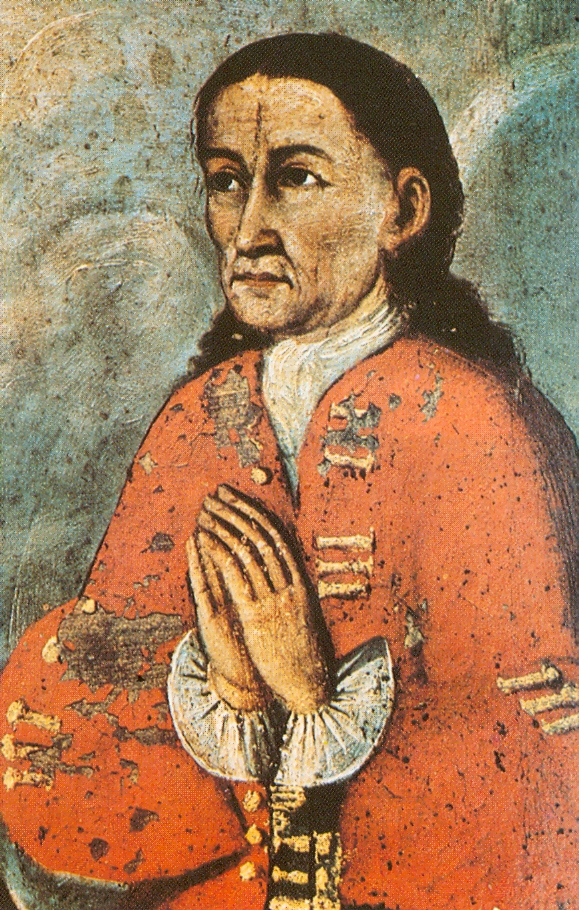
Portret van Mateo Pumacahua

Mateo Pumacahua stond op 9 november 1814 met succes tegenover de royalisten in de slag om Apacheta. Hij nam de intendant van Arequipa José Gabriel Moscoso en de royalistische maarschalk Francisco Picoaga, zijn oude strijdmakker uit de slag bij Guaqui, gevangen. De patriotten trokken Arequipa binnen. Onder druk van de patriottische troepen erkende de raad van Arequipa op 24 november 1814 de regeringsjunta van Cuzco. Maar de realistische reactie liet niet lang op zich wachten. Pumacahua, zich bewust van de nadering van royalistische troepen, verliet Arequipa. De open raad van Arequipa kwam op 30 november van dat jaar opnieuw bijeen en haastte zich om trouw aan de koning te betuigen. Dergelijke veranderingen van "loyaliteit" bij lokale leiders waren normaal tijdens de oorlog, aangezien de sector die het bolwerk bezat, werd gekozen als een manier om persoonlijke, familie- en eigendomsveiligheid te garanderen, niet noodzakelijkerwijs vanwege een ideologische neiging, noch minder vanwege een aanleg voor de vecht voor welke kant dan ook.
De royalistische troepen, onder bevel van generaal Juan Ramírez Orozco, trokken op 9 december 1814 Arequipa binnen. Nadat hij zijn krachten had herwonnen en zijn militie had versterkt, verliet generaal Ramírez in februari 1815 Arequipa op zoek naar de patriotten. Hij verliet generaal Pío Tristán als gouverneur. Beide legers, de royalist en de patriot, trokken voorzichtig door verschillende plaatsen in de Andes, op zoek naar een geschikte plek voor confrontatie. Op 11 maart 1815 ontmoetten ze elkaar in de buurt van Puno, in de slag bij Umachiri, waarbij de royalisten als overwinnaar tevoorschijn kwamen. De royalistische triomf was te danken aan de juiste uitrusting en grotere discipline van zijn troepen. Er vielen meer dan duizend doden in de loop van de strijd. Onder de gevangengenomen patriotten bevond zich de beroemde dichter Mariano Melgar, die op hetzelfde slagveld werd neergeschoten. Pumacahua werd gearresteerd in Sicuani, waar hij ter dood werd veroordeeld door onthoofding, een vonnis dat op 17 maart werd voltrokken.

#### Opstand in Aymaraes
De opstand in Aymaraes is de opstand tegen de Spaanse koloniale overheersing die plaatsvond in de plaats van Aymaraes, momenteel in het departement Apurímac, die plaatsvond in 1818. De opstand werd verslagen door de royalistische troepen, maar de guerrilla's bleven vechten tot de komst van de bevrijdende expeditie van José de San Martín.

### Bevrijdingsexpeditie van Peru
Door de interne pacificatie van de Peruaanse onderkoninkrijk kon de onderkoning twee expedities organiseren tegen de patriotten van Chili, bestaande uit royalistische regimenten uit Arequipa en Lima en Europese expeditiebataljons. In 1814 maakte de eerste expeditie de herovering van Chili mogelijk in de slag om Rancagua. In 1817, na de triomf van de patriottische strijdkrachten in de slag om Chacabuco, werd opnieuw een beroep gedaan op het koninklijke leger van Peru om de monarchie te redden, en in 1818 vertrok een tweede expeditie, die een overwinning behaalde in de slag om Cancha Rayada, maar uiteindelijk werd deze expeditie vernietigd door San Martín in de slag bij Maipú.
Generaal José de San Martín was van mening dat de onafhankelijkheid van de Verenigde Provinciën van de Río de la Plata niet helemaal veilig zou zijn zolang Peru een belangrijk bolwerk van royalistische krachten was. Er werd vastgesteld dat het bevel over het leger naar José de San Martín zou gaan en van het marine-eskader naar admiraal Thomas Cochrane. Cochrane's expeditie voor de Peruaanse kust toonde efficiëntie en veroorzaakte angst bij de royalisten. San Martín bereidde zo zijn expeditie naar Peru met meer veiligheid voor.

### De landing in Paracas

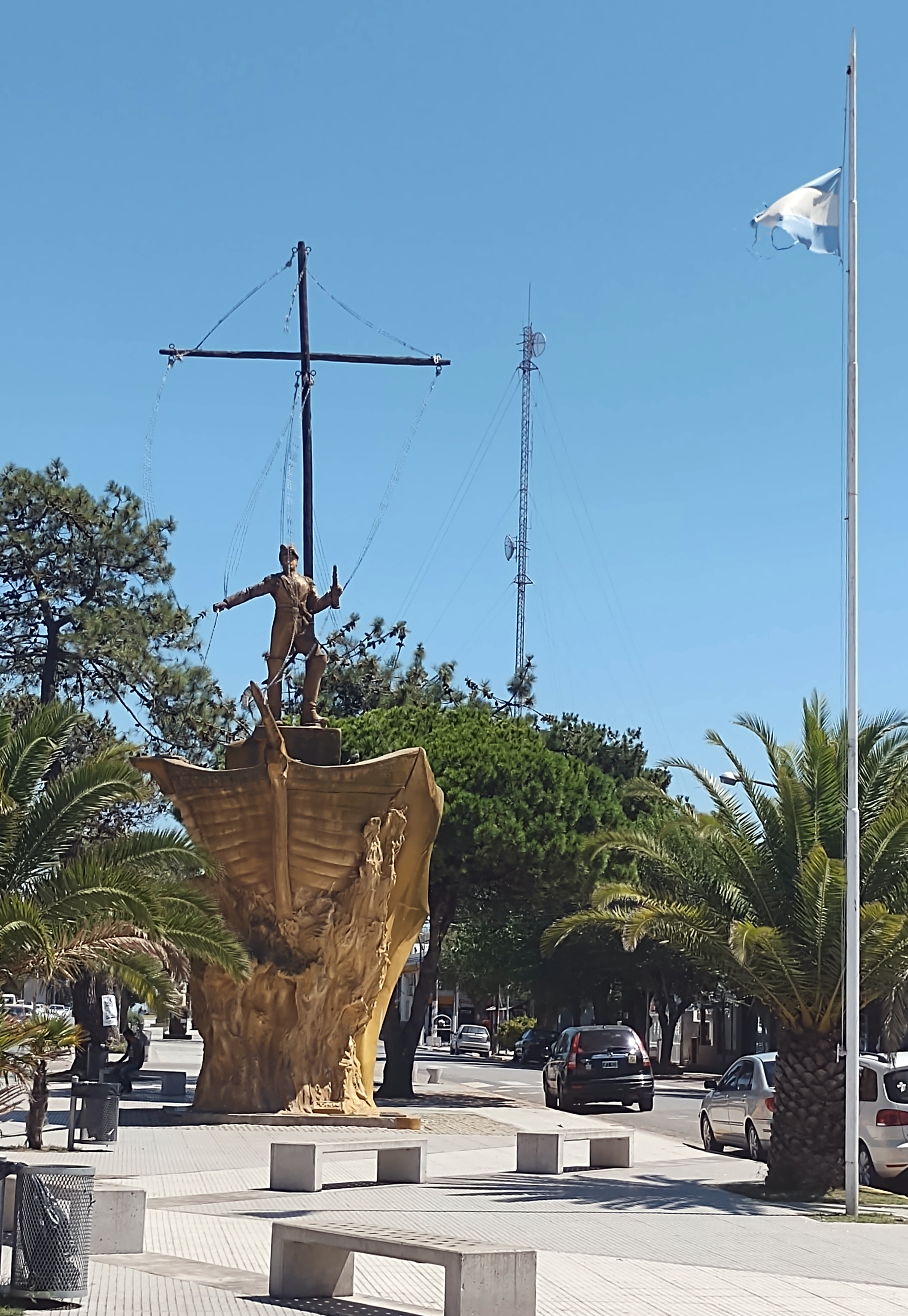
Monument ter ere van de landing van generaal José de San Martín in de baai van Paracas

In augustus 1820 begon het Bevrijdingsleger van Peru, bestaande uit een gecombineerde strijdmacht van Chilenen en mensen van de River Plate. In september begon het Bevrijdingsleger met de landing in Paracas. Hij bezette Pisco op 8 september en op die plaats zei San Martin tegen zijn troepen dat ze de bevolking niet moesten mishandelen.

### Noordelijke onafhankelijkheid
In november 1820, tijdens een verrassingsaanval van admiral Cochrane op Callao, werd het fregat "Esmeralda" buitgemaakt, wat een zware slag toebracht aan het Spaanse squadron. In dezelfde maand riep San Martín in de stad Huaura voor het eerst vanaf een balkon de onafhankelijkheid van Peru uit. Op 27 december 1820 werd in Lambayeque de onafhankelijkheid uitgeroepen. Op 4 januari 1821 zwoer Piura de onafhankelijkheid. In dezelfde maand riepen ook Cajamarca, Chachapoyas, Jaén en Maynas de onafhankelijkheid uit.

## Republiek (19e eeuw)
Na de Onafhankelijkheidsoorlog bleef de regering van Peru in handen van Simón Bolívar, die zijn uitvoerende functies delegeerde aan een Raad van Bestuur, met onder meer Hipólito Unanue en Andrés de Santa Cruz. De Peruaanse burgers verwachtten het einde van de dictatuur en de installatie van een authentiek Peruaanse regering, maar Bolívar wilde de Federatie van de Andes oprichten, die alle door hem bevrijde naties zou samenbrengen, onder zijn bevel voor het leven. Hoewel Bolívar in september 1826 naar Colombia terugkeerde, liet hij alles op het goede spoor om de Life Constitution in Peru op te leggen, net zoals hij al had gedaan in Bolivia, een republiek waarvan hij de oprichting promootte, gebaseerd op het grondgebied van Boven-Peru.
Van 1836 tot 1838 vormde Peru samen met Bolivia de Confederatie van Peru en Bolivia. 
Toen midden 19e eeuw de vraag vanuit Europa ontstond naar de guana (vogelmest) op de eilanden voor de kust, ging Peru koelies werven uit het vervallen Chinese keizerrijk. Deze arbeiders verrichtten zwaar werk onder mensonwaardige omstandigheden, wat in de regio niet onopgemerkt bleef. De Japanse regering liet in juli 1872 beslag leggen op het Portugees schip Maria Luz dat met 231 Chinese koelies aan boord op weg was naar Peru en in de haven van Yokohama voor anker was gegaan. Kapitein Heriero werd aangeklaagd voor mishandeling en vrijheidsberoving van de Chinezen. Het proces resulteerde in een veroordeling, maar daarmee was de zaak niet van de baan. De kapitein vorderde teruggave van zijn 'lading' en de Peruaanse regering uitte oorlogsdreigingen. Na tussenkomst van de Amerikaanse consul werd de zaak ter arbitrage voorgelegd aan de Russische tsaar Alexander II, die in 1875 in het voordeel van Japan oordeelde. De uitkomst van dit diplomatiek incident luidde het einde in van de koeliehandel.
In 1879 streed Peru in de Salpeteroorlog samen met Bolivia tegen Chili, waarbij Chili het gebied rond de steden Iquique en Arica veroverde.

## Republiek (20e eeuw)

### Aristocratische republiek (1895-1919)
Na de Salpeteroorlog volgde een periode van Nationale Wederopbouw onder Nicolás de Piérola. Onder Augusto Leguía y Salcedo industrialiseerde het land verder tussen 1908 en 1912. In 1919 kwam Leguía opnieuw aan de macht na een militaire staatsgreep. Hij richtte de Democratische Hervormingspartij op en regeerde als een dictator tot 1930 over het gebied. Door de Grote Depressie werd de regering-Leguía omvergeworpen door Luis Miguel Sánchez Cerro. Leguía werd gevangengenomen en stierf twee jaar later in gevangenschap.

### De Oncenio van Leguía (1919-1930)

#### Voorzitterschap van Augusto Leguia

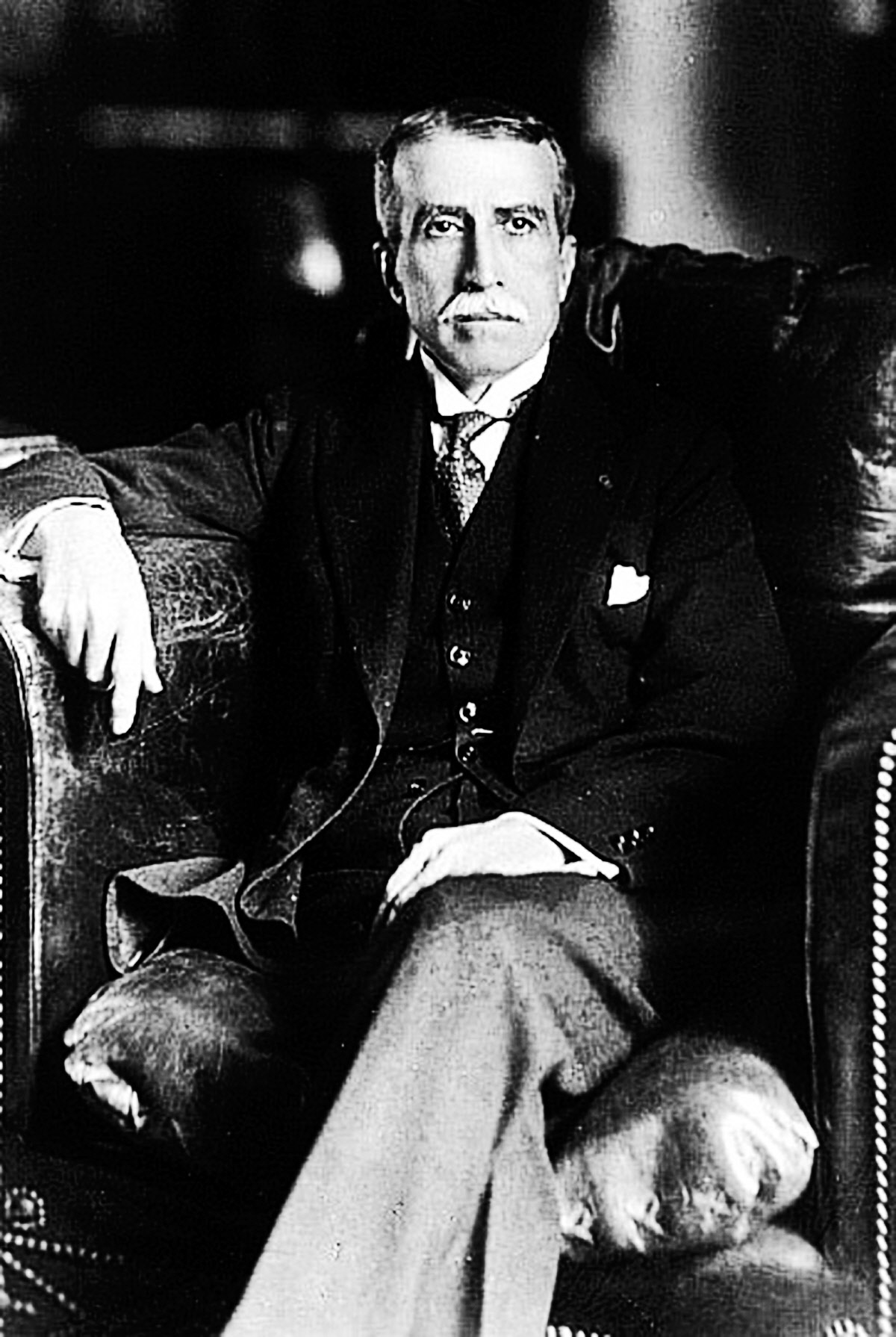
Augusto Leguía

Voltooide de staatsgreep van 4 juli 1919, Augusto Leguía nam de macht over als tijdelijke president. Hij ontbond het Congres en riep een volksraadpleging uit om een reeks constitutionele hervormingen goed te keuren. Tegelijkertijd riep hij op tot verkiezingen om de vertegenwoordigers van een Nationale Vergadering te kiezen. Deze Vergadering werd geïnstalleerd op 24 september 1919 en bekrachtigde Leguía als constitutioneel president op 12 oktober 1919. Ten slotte gaf hij de grondwet van 1920.

##### Vestiging van de dictatuur
Hoewel Leguía zich in theorie aan de grondwet wilde houden en een regering wilde voeren met respect voor democratische beginselen, en in de praktijk beperkte zijn regering de openbare vrijheden. In september 1919 werden de drukpersen van de kranten El Comercio en La Prensa aangevallen door bendes met duidelijk regeringsleiderschap. Op deze manier werd de vrijheid van meningsuiting praktisch aan banden gelegd. De oppositie werd ook weggevaagd in het Congres. De afgevaardigden Jorge en Manuel Prado werden gevangengenomen en verbannen.
Aan de andere kant eindigde het met de gemeenten die bij volksstemming werden gekozen om hen te vervangen door personeel dat door de regering was aangesteld (de zogenaamde Juntas de Notables). Tegenstanders van de regering werden vervolgd, opgesloten, gedeporteerd en zelfs doodgeschoten. Onder de ballingen valt de toen jonge studentenleider Víctor Raúl Haya de la Torre op, die op 23 mei 1923 een beroemd protest leidde in Lima.

##### De grondwet van 1920
In de Nationale Assemblee werd de grondwet van 1920 goedgekeurd, die de grondwet van 1860 verving. De nieuwe grondwet stelde een presidentiële termijn van vijf jaar vast, de integrale vernieuwing van het parlement parallel aan de presidentiële vernieuwing, de regionale congressen, het semi-parlementaire regime, de verantwoordelijkheid van het kabinet voor elk van de kamers, de erkenning van de inheemse gemeenschappen en de onmogelijkheid om individuele garanties op te schorten.

##### Eeuwfeest van onafhankelijkheid
De meest klinkende gebeurtenis van deze periode was ongetwijfeld de viering van het eeuwfeest van de onafhankelijkheid (28 juli 1921). 29 buitenlandse delegaties arriveerden uit landen in Amerika, Europa en Azië, met opmerkelijke afwezigheden uit Venezuela (waarvan de regering ten onrechte geloofde dat de bevrijder Bolívar gemarginaliseerd was door de eerbetoon) en Chili (dat niet was uitgenodigd omdat het een territoriaal conflict had met Peru). De autoriteiten en de mensen in het algemeen hebben geen moeite gespaard om het eeuwfeest groots te vieren, ondanks de brand die onder meer het Palacio de Govierno verwoestte. Deze brand vond plaats op 3 juli 1921 en verwoestte de begane grond van de infrastructuur, hoewel deze in opdracht van Leguía in de volgende weken werd herbouwd, waardoor het pand klaar was om delegaties en speciale gasten te ontvangen voor het eeuwfeest.
Elke bevriende natie schonk een gift in Peru, waaronder de belangrijkste, het Nationale Stadion (Groot-Brittannië), het Museum voor Italiaanse Kunst (Italië), de toren met de klok in het Universiteitspark (Duitsland) en de waterfontein in het Parque de tentoonstelling (China). Er waren weelderige feesten in het regeringspaleis, in de clubs, gala-paardenraces, volksfeesten, de grote militaire parade, schoolparades, praalwagens en een reeks inhuldigingen. Een van de meest emotionele gebeurtenissen was de inhuldiging van het monument voor generaal José de San Martín, op het plein dat sindsdien zijn naam draagt. In december 1924 werden opnieuw uitbundige vieringen gehouden in Lima en Ayacucho, dit keer ter gelegenheid van de eerste honderdste verjaardag van de slag bij Ayacucho, dezelfde die de onafhankelijkheid van Peru en continentaal Amerika had bezegeld.

### Democratie versus militarisme (1930-1979)
Cerro werd in 1933 vermoord door een lid van de Amerikaanse Populaire Revolutionaire Alliantie van Víctor Raúl Haya de la Torre. In de Tweede Wereldoorlog streed Peru aan de kant van de geallieerden. Na de Twee Wereldoorlog werd José Luis Bustamante y Rivero president. Hij streefde naar meer democratische waarden, maar werd in zijn vrijheid beperkt door Haya de la Torre, die de facto de macht in handen had. De moord op Francisco Graña Garland leidde tot de val van de regering-Bustamente. Met Manuel A. Odría kwam er opnieuw een dictator aan de macht. Ook ten tijde van het bewind van zijn opvolger Manuel Prado y Ugarteche bleef Peru onderdrukt. In 1963 won de democraat Fernando Belaúnde Terry nipt de verkiezingen van Haya de la Torre. Hoewel er meer democratie in het land kwam, devalueerde de sol in 1967. In 1968 werd Belaúnde afgezet door middel van een militaire coup. Dictator Juan Velasco Alvarado werd president tot 1975. Dat jaar nam Francisco Morales Bermúdez het presidentschap over.

### Democratisch herstel

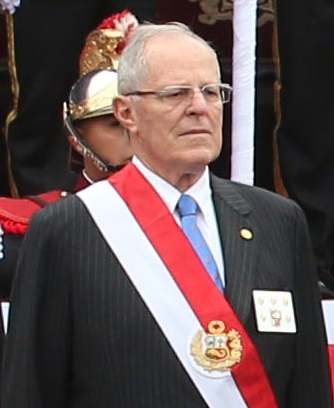
Pedro Pablo Kuczynski

In 1979 werden opnieuw democratische verkiezingen gehouden. Oud-president Belaúnde kwam opnieuw aan de macht tot 1985. In 1985 deed Alan García wat Haya de la Torre niet gelukt was: de Amerikaanse Populaire Revolutionaire Alliantie aan de macht brengen. De periode tussen 1985 en 1990 stond bekend als een periode van sociale onrust en hyperinflatie. In 1990 werd Alberto Fujimori president. Hij regeerde als dictator over het land. Fujimori kreeg te maken met bewegingen zoals Lichtend Pad. Fujimori kwam later in de jaren 90 in opspraak door schandalen. 

## Republiek (21e eeuw)
In 2000 vluchtte hij naar Japan. Zijn opvolger was de eerste president die afstamde van de Inca's: Alejandro Toledo. Toledo was populair maar kreeg in de laatste jaren van zijn regering te maken met stakingen en terrorisme. In 2006 werd García voor een tweede ambtsperiode verkozen. Hij tekende het Oprichtingsverdrag van de Unie van Zuid-Amerikaanse Naties.

### Tweede regering van Alan Garcia
De tweede regering van Alan García Pérez werd gekenmerkt door haar sterke interesse in het bevorderen van buitenlandse investeringen, door de wens om de integratie van Peru met de grote wereldmarkten te versnellen en om het bedrijfsleven aan te moedigen hun kapitaal in het land te injecteren. Kortom, hij volgde de richtlijnen van het economisch beleid dat sinds 1990 (dat wil zeggen na het einde van zijn eerste regering) is opgesteld. Hij slaagde er onder meer in om de vrijhandelsovereenkomst met de Verenigde Staten af te ronden, en soortgelijke overeenkomsten met China, Thailand, Chili, Canada, Zuid-Korea en Mexico.

### Regering van Pedro Pablo Kuczynski
Op 28 juli 2016 werd Pedro Pablo Kuczynski beëdigd als president van de republiek. In het parlement behaalde Fujimorism 73 zetels op een totaal van 130.

#### Overgangsperiode

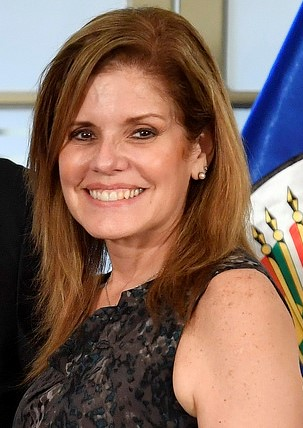
Mercedes Aráoz

De tweede verkiezingsronde vond plaats op 5 juni 2016, die Kuczynski met een kleine marge won. Een paar dagen voor de stemming bevestigt hij dat Alfredo Thorne Vetter de functie van minister van Economie en Financiën zou opnemen. Op 28 juni presenteerde de nationale verkiezingsjury de geloofsbrieven van Kuczynski als president en Martín Vizcarra en Mercedes Aráoz als vice-presidenten. Op zondag 10 juli kondigde hij aan dat Fernando Zavala Lombardi de voorzitter van de Raad van Ministers zou worden en dagen later maakten beiden de leden van het eerste ministeriële kabinet bekend.
De inauguratieceremonie vond plaats op 28 juli 2016 in het Wetgevende Paleis. Het werd bijgewoond door koning Juan Carlos I van Spanje en de Latijns-Amerikaanse presidenten Mauricio Macri, Horacio Cartes, Michelle Bachelet, Enrique Peña Nieto, Juan Manuel Santos en Rafael Correa.

#### Spanning voor het verlenen van wetgevende bevoegdheden
Een moment van spanning tussen de uitvoerende macht en het congres deed zich voor toen eerstgenoemde van laatstgenoemde verzocht om het verlenen van bevoegdheden om wetten uit te vaardigen op het gebied van economische zaken, openbare veiligheid, de strijd tegen corruptie, water en sanitaire voorzieningen en de reorganisatie van Petroperú. Op 30 september 2016, na een debat van zes uur, verleende het Congres de uitvoerende macht wetgevende bevoegdheden voor een periode van 90 dagen. Op 7 januari 2017, toen de termijn van 90 dagen afliep, kondigde premier Fernando Zavala de publicatie aan van 112 wetgevingsbesluiten.

#### Schandaal van de "deal"
De dokter Carlos Moreno was sinds het begin van de regering presidentieel adviseur voor gezondheidskwesties. Hij was blijkbaar een zeer vertrouwd persoon van de president. Dus toen hij op 4 oktober 2016 ontslag nam, trok hij de aandacht van de media. Kuczynski zei in eerste instantie dat het ontslag van zijn adviseur te wijten was aan persoonlijke redenen en zijn drukke werkschema. Moreno zelf legde echter uit dat de reden was dat ze hun gesprekken in het regeringspaleis hadden opgenomen en dat ze hem bij een corruptiezaak betrokken hadden.
Op 9 oktober zond het televisieprogramma Cuarto poder een audio uit waarin Moreno commentaar gaf op een deal voor een kliniek om een overeenkomst te ondertekenen met het aartsbisdom van Lima en zo toegang te krijgen tot een overeenkomst voor de zorg voor patiënten die verzekerd zijn in het systeem gezondheid.

#### Aftreden van minister Mariano González
Op 27 november 2016 onthulde een nieuwsbericht dat de minister van Defensie, Mariano González, een romantische relatie had met een werknemer, die hij vermoedelijk had begunstigd met een promotie. De volgende dag diende González zijn ontslag in, dat werd aanvaard door premier Zavala. Een week later werd Jorge Nieto Montesinos aangesteld als zijn vervanger.

#### Censuur van minister Jaime Saavedra

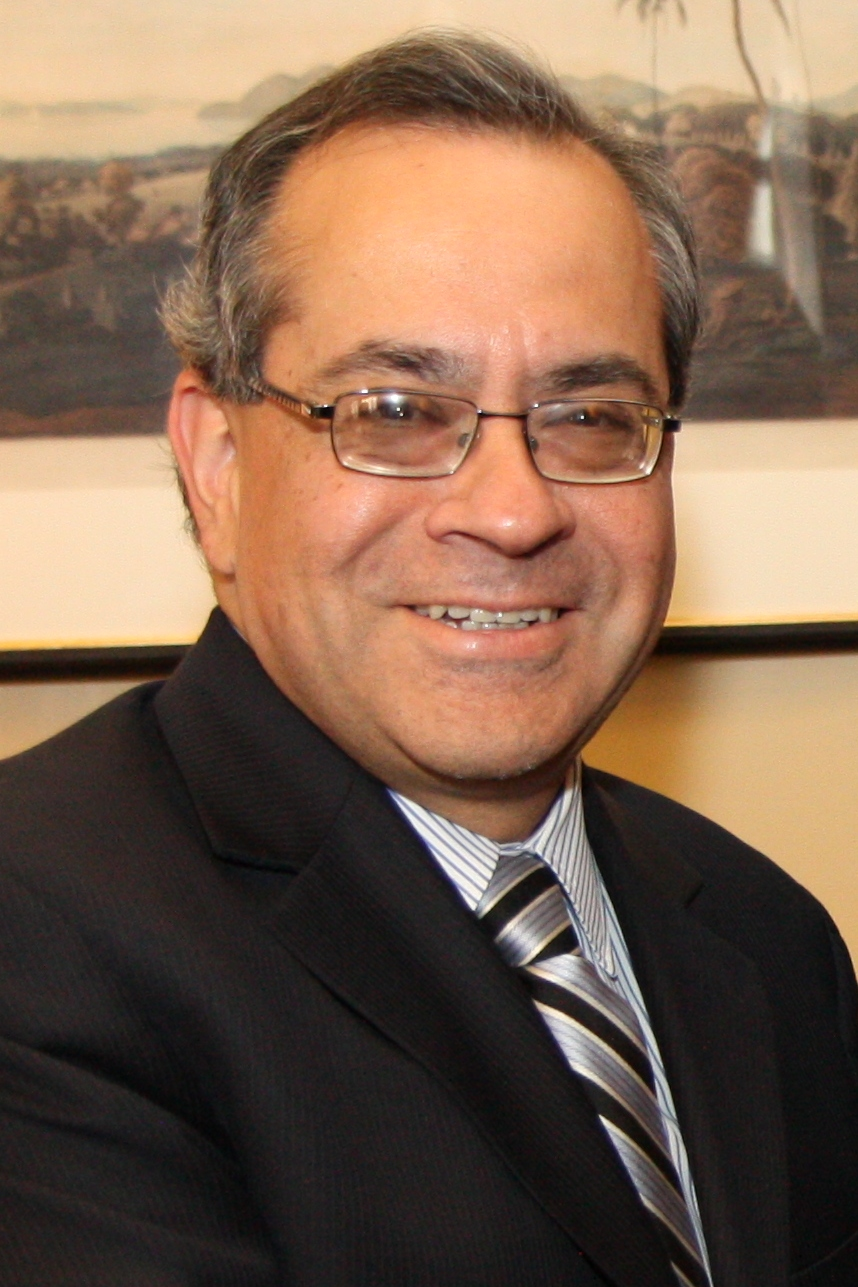
Jaime Saavedra

De oppositie tegen de regering, in het Congres vertegenwoordigd door een overweldigende meerderheid van Fujimori, begon het werk van de minister van Onderwijs, Jaime Saavedra, in twijfel te trekken. Ten eerste ging het over de organisatie van de Pan-Amerikaanse Spelen 2019 in Lima, die ondanks de aankondiging in 2013 (kort voor zijn aantreden als minister), onvoldoende voortgang had geboekt met de aanleg van de infrastructuur.
Later lanceerde een zondagstelevisieprogramma een rapport waarin het aan de kaak stelde dat het vertrouwde personeel van de minister een budget van 150 miljoen soles had omgeleid voor de aankoop van computers. De oppositie in het Congres kondigde aan dat zij de minister zou uitdagen om te eisen dat hij verantwoording aflegt over zijn management, met name met betrekking tot vermeende corruptie. President Kuczynski steunde publiekelijk zijn minister en beweerde dat de campagne tegen hem afkomstig was van een groep wetgevers die banden hadden met particuliere universiteiten die wijzigingen wilden aanbrengen in de universiteitswet om hun belangen te behartigen.
Op 7 december 2016 werd Saavedra ondervraagd in het Congres om een lijst van 11 vragen te beantwoorden. Na enkele uren debat werd aangekondigd dat er een motie van afkeuring tegen de minister zou worden ingediend.
Op 15 december vond het debat over de afkeuring van de minister plaats, met als eindresultaat 78 stemmen voor, geen tegen en geen onthoudingen. Op 18 december diende Saavedra zijn ontslag in en werd vervangen door Marilú Martens.

#### Kuczynski's ontmoetingen met Keiko Fujimori
In december 2016 kwamen, op initiatief van kardinaal Juan Luis Cipriani, de leider van Fuerza Popular, Keiko Fujimori, en president Kuczynski bijeen voor een dialoog in de residentie van de aartsbisschop. Een soortgelijke bijeenkomst vond plaats in juli 2017, nadat Keiko de president had uitgenodigd om te praten. Deze keer vond de bijeenkomst plaats in het regeringspaleis. Maar, gezien de daaropvolgende gebeurtenissen, vond de tweede vice-president Aráoz het een vergissing om te geloven in Fujimori's eisen voor dialoog, aangezien het blijkbaar vanaf het eerste moment zijn bedoeling was geweest om de regering te ondermijnen en de vacature van de president te zoeken. 

#### Interpellatie aan minister Vizcarra

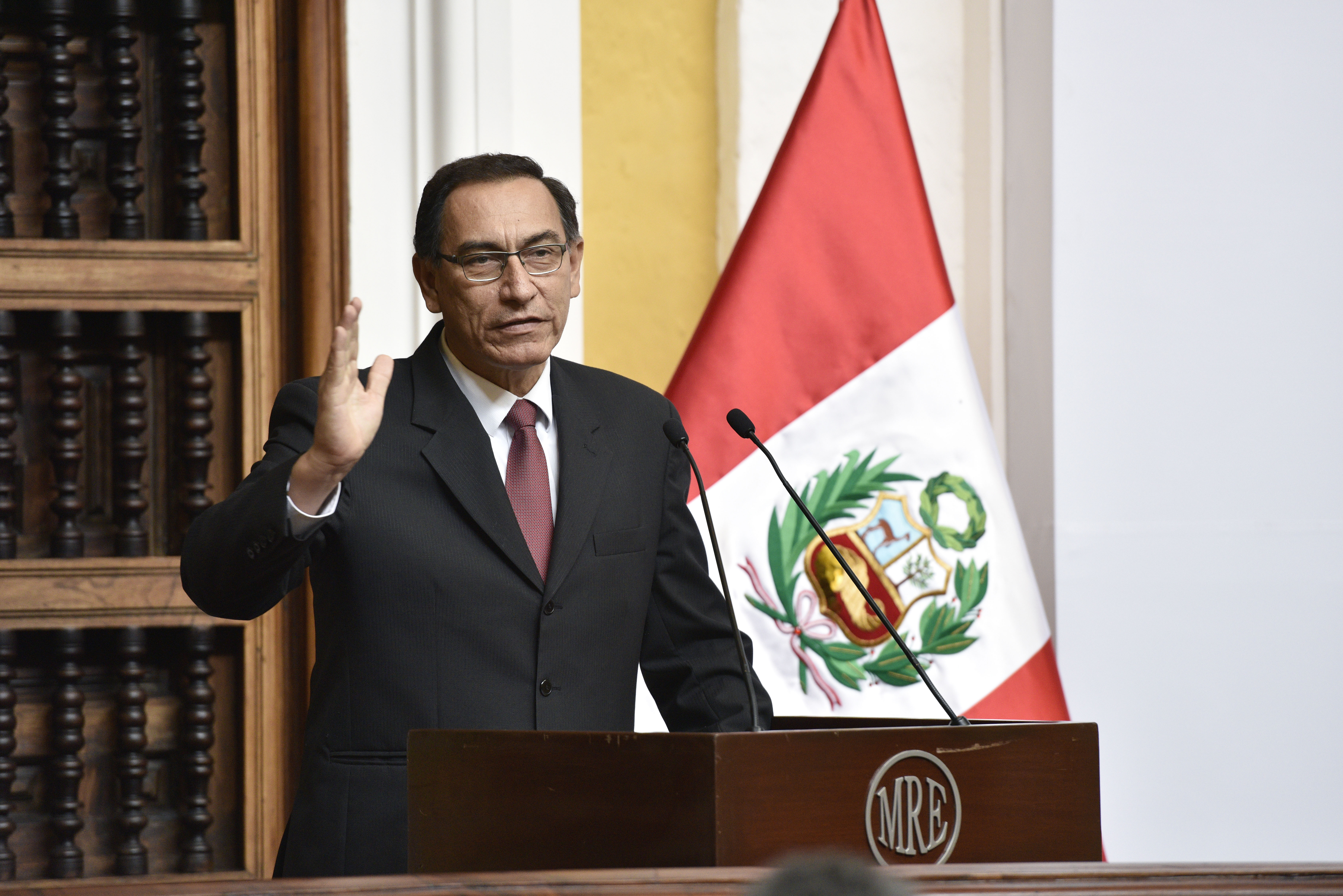
Ingenieur Martín Vizcarra, als eerste vice-president van Peru en minister van Transport en Communicatie.

Na maanden van studie besloot de regering om het bouwproject van de Chinchero International Airport uit te voeren en ondertekende op 3 februari 2017 een addendum met wijzigingen aan het contract met Kuntur Wasi, het consortium dat de projectconcessie in 2014 had gewonnen. Dit was een project waar al tientallen jaren op wachtte en waarnaar werd verlangd door de mensen van Cusco, die dreigden in opstand te komen als het verlamd zou raken; Blijkbaar prevaleerde van de kant van de overheid de politieke en sociale oplossing boven technische kwesties. President Kuczynski en minister van Transport en Communicatie Martín Vizcarra verdedigden het addendum en stelden dat dit de beste optie was voor de staat en de burgers. Er werd aangevoerd dat de staat 590 miljoen dollar had bespaard (het bedrag van de schuld aan het bedrijf).
Echter, van het Congres, in het bijzonder van Congreslid Víctor Andrés García Belaunde, rees een heftige oppositie op, die het addendum als schadelijk voor de belangen van de staat beschouwde. Een foto gepubliceerd in de krant Correo, daterend uit juni 2016, toonde Vizcarra tijdens een bijeenkomst om de Peruanos Por el Kambio- partij te bedanken voor de bijdragen aan zijn campagne, waar Carlos Vargas Loret de Mola, voorzitter van het Kuntur Wasi-consortium, verschijnt. Voor García Belaunde zou dit de link zijn die de vermeende gunst van de regering tegenover een consortium zou verklaren, waarvoor hij Vizcarra beschreef als een "verkopende vader" en zijn ontslag bij het ministerie eiste. Vizcarra, lastiggevallen door de kritiek, zei dat de staat Kuntuhuasi geen geld zou uitbetalen tot het eindrapport van de Comptroller wachtte. In dit verband heeft de Popular Action- bank op 1 maart 2017 een interpellatieverklaring tegen Vizcarra ingediend, gedetacheerd door vertegenwoordigers van Fuerza Popular, Frente Amplio en Apra. Echter, als gevolg van de aanval van El Niño Costero, waarbij sommige parlementariërs naar de getroffen gebieden verhuisden om de slachtoffers bij te staan, besloot het Congres de ondervraging van Vizcarra, die gepland was voor 23 maart, "tot nader order" op te schorten. het bestond uit 83 vragen. Toen het El Niño-fenomeen was afgenomen, diende een groep van 35 congresleden op 5 mei een nieuwe motie in om de minister uit te dagen.
Op 11 mei werd de motie aangenomen met 71 stemmen en stond de interpellatie gepland voor 18 mei waarin de minister een lijst van 83 vragen gedurende meer dan drie uur beantwoordde. In het Congres werd overeengekomen te wachten op het rapport van de Comptroller, gepland voor maandag de 22e, alvorens over te gaan tot de motie van wantrouwen. Maar voordat dat gebeurde, bood Vizcarra zijn ontslag aan als minister, nadat hij in een televisie-interview had aangekondigd dat hij het contract en het addendum voor de bouw van de Chinchero-luchthaven zou annuleren, aangezien hij niet was aanvaard in het congres of de controleur. Precies, even later presenteerde controleur-generaal Edgar Alarcón zijn rapport over het Chinchero-contract, waarin hij aanbeveelde juridische stappen te ondernemen tegen tien ambtenaren (zes van de MTC; twee van de MEF; en twee van Ositran) wegens vermeende onregelmatigheden in het addendum ten gunste van de firma Kuntur Wasi. Met Vizcarra waren er al twee ministers die in minder dan een jaar na ondervraging door het Congres hun post verlieten (de andere was Saavedra in Onderwijs); bovendien waren zij de meest prestigieuze ministers. Om deze reden bekritiseerde Zavala de meerderheidscommissie in het Congres (van het Fujimorisme), met het argument dat “politieke controle één ding is, een ander machtsmisbruik. Een ding is om te controleren, een ander is om te belemmeren".

#### Overstromingen

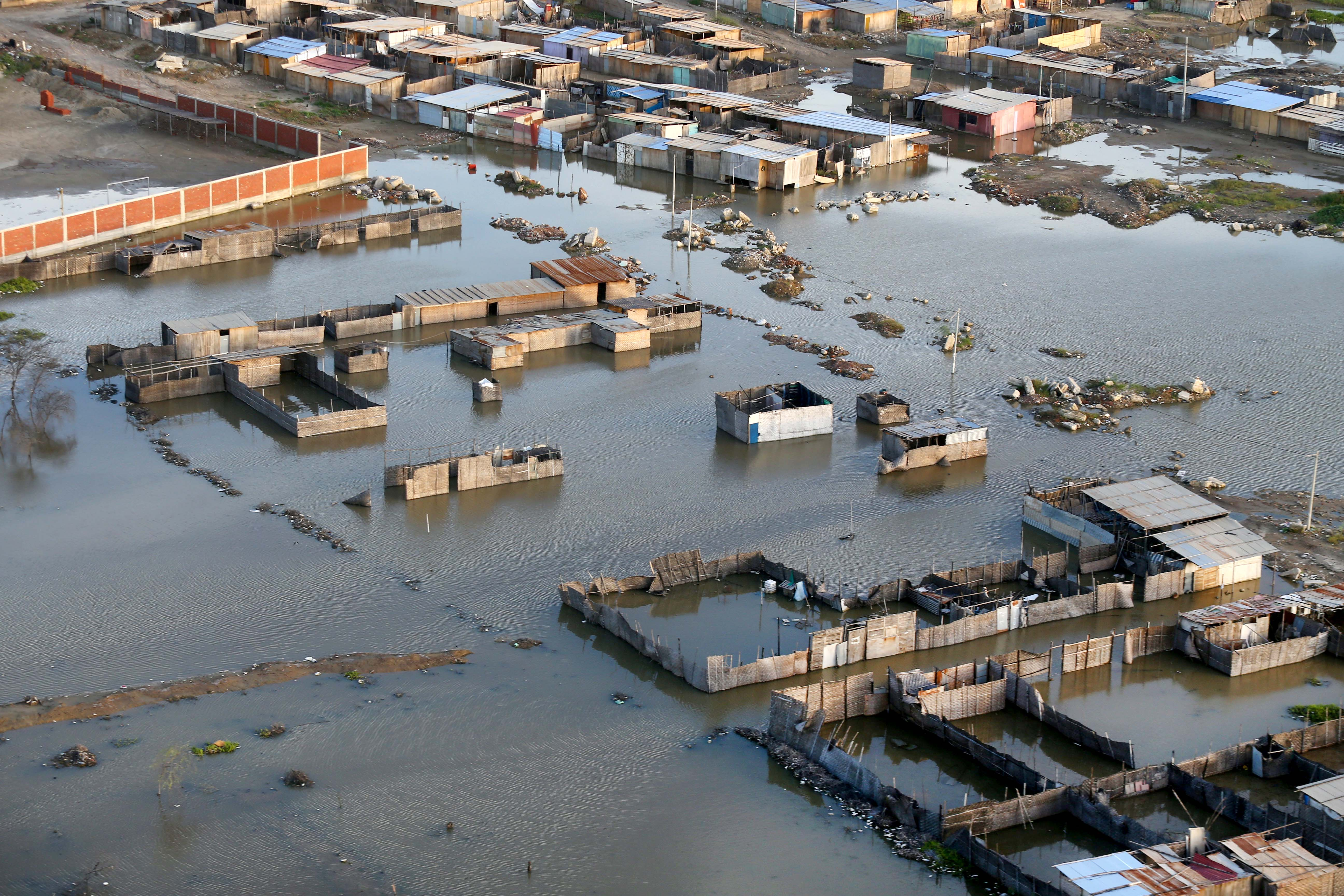
Een sector van het district Castilla, Piura, getroffen door de overstromingen veroorzaakt door El Niño Costero.

Begin 2017 begon de noordkust van Peru te lijden onder de verwoestingen van het zogenaamde Coastal Child, die vanaf februari meer uitgesproken werden. Dit is een atypisch fenomeen, dat bijna zonder waarschuwing optreedt. Kenmerkend voor dit fenomeen zijn de intense regens. Deze worden veroorzaakt door de opwarming van de zee voor de noordkust van Peru, tot 29 °C, wanneer normaal 22º of iets meer is; Hierdoor verdampt het water, waardoor wolken ontstaan die later als regen op de kust vallen. De regens veroorzaken tegelijkertijd aardverschuivingen of modderstromen, en rivieroverstromingen of overstromingen, met ernstige gevolgen voor de bevolking die zich op zijn pad vestigde. 
De ernstigste schade deed zich voor in de departementen van Noord-Peru: Tumbes, Piura en Lambayeque, die zware regenval hebben doorstaan, soms vergezeld van elektrische stormen, die overstromingen, schade aan huizen en vernietiging van gewassen hebben veroorzaakt. Enkele kilometers snelweg werden ook beschadigd en veel bruggen waren uitgeschakeld. Andere betrokken afdelingen waren La Libertad en Áncash.

#### Ministeriële wijzigingen (mei 2017)
Op 25 mei 2017 verliet Bruno Giuffra, die tot dan toe minister van Productie was, die functie en werd beëdigd als minister van Transport en Communicatie, ter vervanging van Martín Vizcarra . Terwijl het officiële congreslid Pedro Olaechea het Ministerie van Productie bezette. De beëdiging van beiden vond plaats in de Gouden Zaal van het Regeringspaleis.

#### Audio Thorne-Alarcon

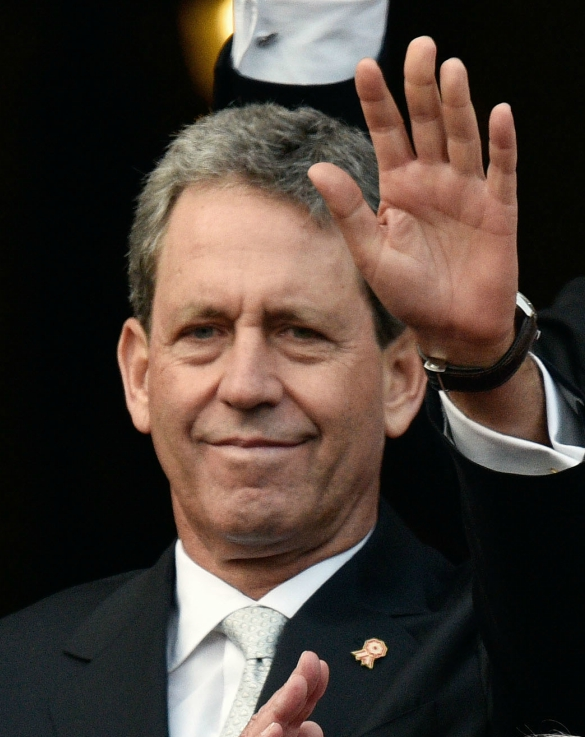
Alfredo Thorne, minister van Economie en Financiën.

Op 28 mei 2017 onthulde het televisieprogramma Panorama enkele transcripties van een audio waarin de minister van Economie Alfredo Thorne een gesprek had met de commissaris-generaal van de republiek Edgar Alarcón, gedateerd 17 mei, dagen voor de levering van het rapport van de inspecteur over het addendum bij het Chinchero Airport-contract. Op 4 juni werden enkele fragmenten van de audio gepubliceerd en later, vanwege de bewering dat het op een bevooroordeelde manier werd bewerkt, werd het op 11 juni in zijn geheel gepubliceerd. In dat gesprek praten de gesprekspartners over aanvullende middelen voor het Comptroller's Office die door het ministerie van Economische Zaken moesten worden goedgekeurd, en over het rapport dat het Comptroller's Office op het punt stond uit te brengen over het Chinchero-contract. Na de uitzending van de audio werd Thorne ervan beschuldigd namens de Executive politieke druk uit te oefenen op de controleur, waardoor de verhoging van het budget van de controleur werd geconditioneerd in ruil voor een positief rapport over Chinchero.
De plenaire zitting van het Congres, die op 15 juni bijeenkwam (d.w.z. enkele dagen nadat de audio was vrijgegeven), riep Thorne op dringend in de kamer te verschijnen om zijn uitleg te geven over zijn gesprekken met de controleur. Maar de minister excuseerde zich vanwege zijn drukke werkschema en kondigde aan dat hij op 16 juni de congrestoezichtscommissie zou bijwonen, zoals al was gepland. In het licht hiervan kondigde de voorzitter van de auditcommissie, Héctor Becerril, aan dat de dagvaarding voor genoemde werkgroep geen effect had en dat zijn onmiddellijke aanwezigheid voor de plenaire zitting van het Congres alleen werd verwacht, en dat als hij niet aanwezig zou zijn, het zou kunnen worden gronden voor censuur. Thorne bevestigde toen zijn aanwezigheid op het congres voor de 16e, waar hij een presentatie hield die tien minuten duurde. Hij ontkende de beschuldiging van het conditioneren van de verhoging van het budget van de Comptroller in ruil voor een positief rapport over het Chinchero-contract. Na een debat onder de congresleden vroegen de oppositiegroepen de minister om zijn functie neer te leggen, anders zouden ze een motie van afkeuring tegen hem indienen.
Op 19 juni formaliseerde Thorne voor het Congres een vertrouwenskwestie om in functie te blijven, iets waar hij in zijn presentatie op de 16e om had gevraagd. De vertrouwenskwestie werd op 21 juni besproken door de plenaire zitting van het Congres, waar de banken van Fuerza Popular, Apra, Acción Popular, Frente Amplio en Alianza para el Progreso tegen stemden, met in totaal 88 stemmen. Er waren slechts 11 stemmen om hem het vertrouwen te geven (van de leden van de regeringspartij) en 2 onthoudingen. Daarom nam Thorne ontslag bij het ministerie van Economische Zaken en werd hij vervangen door premier Fernando Zavala, die de volgende dag werd beëdigd, hoewel hij zijn rol als voorzitter van de ministerraad handhaafde.

#### Interpellatie aan minister Basombrío
Op 21 juni 2017 verscheen minister van Binnenlandse Zaken Carlos Basombrío voor de plenaire zitting van het Congres om de interpellatielijst van 39 vragen te beantwoorden. Dit kwam onmiddellijk nadat het Congres het vertrouwen van minister Thorne had ontzegd. Basombrío's presentatie duurde drie uur en hij beantwoordde niet alleen vragen, maar deed ook mededelingen over zijn administratie. Toen zijn presentatie klaar was, begon het parlementaire debat dat doorging tot de volgende dag. Hoewel de oppositiegroepen tegen de regering sommige van zijn antwoorden in twijfel trokken, uitte geen van hen hun afkeuring of vroeg om zijn ontslag.

#### Ministeriële wijzigingen (juli 2017)
Op 27 juli 2017 werden drie wijzigingen officieel gemaakt in het ministeriële kabinet: het regeringsgezinde congreslid Ana María Choquehuanca nam het ministerie van Vrouwen over; de tot dan toe minister van Ontwikkeling en Sociale Insluiting Cayetana Aljovín werd hoofd van Energie en Mijnen; terwijl Fiorella Molinelli werd benoemd tot minister van Ontwikkeling en Sociale Insluiting. De aanwijzing van laatstgenoemde leverde enige kritiek op van de oppositie in het Congres, omdat zij als ambtenaar van het Ministerie van Transport en Communicatie het addendum bij het contract voor de aanleg van de luchthaven van Chinchero had ondertekend.

#### Tweede bericht aan de Natie voor nationale feestdagen
Op 28 juli 2017, een jaar na de regering, begonnen de traditionele mis en het Te Deum in de kathedraal van Lima; daarna arriveerde de president op het hoofdkwartier van het congres, waar hij zijn tweede boodschap aan de natie gaf, voor nationale feestdagen, die een uur en 15 minuten duurde. Volgens de Politieke Grondwet moet de president op deze datum een bericht geven aan de natie waarin hij verslag doet van wat er is gedaan en zijn toekomstplannen uiteenzet. PPK begon met het noemen van de ernstigste problemen waarmee het tijdens zijn eerste regeringsjaar werd geconfronteerd, zoals de El Niño Costero-ramp en het Lava Jato-schandaal, dat 2% van het bbp kostte.
Hij benadrukte dat Nationale Wederopbouw de nationale economie zal stimuleren. Hij diende ook vijf rekeningen in, die betrekking hebben op het verkrijgen van onroerend goed dat nodig is voor de uitvoering van infrastructuurwerken; de oprichting van een stadsvervoersautoriteit voor Lima en Callao; de hervorming van de conformiteit en vereisten om lid te zijn van de Nationale Raad van de Magistratuur; projecten voor afvalwaterzuivering bevorderen via publiek-private partnerschappen; en de versterking van het arbeidsinspectiesysteem door Sunafil. In tegenstelling tot de boodschap die aan het begin van zijn termijn werd gegeven, werd zijn tweede boodschap aan de natie met weinig verwachting en ongeloof ontvangen door verschillende van de belangrijkste politieke en economische analisten. Na het bericht liep Kuczynski naar het regeringspaleis, waar een eerbetoon werd gebracht aan de mensen die hielpen tijdens de ramp veroorzaakt door de El Niño aan de kust.

#### Interpellatie aan minister Martens en kabinetscrisis
Op 17 augustus 2017 dienden de congresleden van Fuerza Popular een motie voor interpretatie in tegen de minister van Onderwijs Marilú Martens, die in onderhandeling was met de lerarenvertegenwoordigers, op zoek naar een oplossing voor een langdurige lerarenstaking. Op 25 augustus Op augustus In 2017 keurde de plenaire vergadering van het Congres van de Republiek, met 79 stemmen voor, 12 tegen en 6 onthoudingen, goed om de interpellatie uit te voeren. De stemmen voor waren afkomstig van de banken van Fuerza Popular, Apra, Frente Amplio en Acción Popular . De datum van de interpellatie was vastgesteld op 8 september. De minister beantwoordde een lijst van 40 vragen, voornamelijk over de nog steeds gaande lerarenstaking. Martens erkende tekortkomingen in het omgaan met de lerarenstaking, maar verzekerde dat zijn management niet zou terugdeinzen bij het erkennen van meritocratie binnen het lerarenberoep.
Op 13 september kondigde de Fuerza Popular- bank aan dat ze een motie van afkeuring zou indienen tegen de minister, omdat ze van mening was dat ze niet bevredigend had geantwoord op de interpellatievragen. Geconfronteerd met deze dreiging van censuur (wat de tweede zou zijn tegen een hoofd van Onderwijs in minder dan een jaar), vroeg premier Fernando Zavala het Congres om een vertrouwensvraag voor het voltallige ministeriële kabinet; met andere woorden, een hernieuwing van het vertrouwen dat hem aan het begin van zijn ambtstermijn was gegeven. Dit verzoek werd bekritiseerd door het Congres, erop wijzend dat Zavala sympathiseerde met een minister die werd ondervraagd, waardoor haar hele kabinet in gevaar kwam, en nog meer toen de motie van afkeuring nog niet officieel was gemaakt. Er werd ook gezegd dat de "hernieuwing van vertrouwen" iets was dat niet in de grondwet was overwogen.
Maar hoe dan ook, de Raad van Woordvoerders van het Congres ontbood Zavala op 14 september om vier uur 's middags om zijn verzoek om vertrouwen te steunen. Zavala verscheen in het voltallige congres met de ministers en presenteerde zijn verzoek binnen 12 minuten; Zijn pleidooi spitste zich toe op het voornemen van de regering om het onderwijsbeleid te verdedigen dat volgens hem bedoeld was om de minister van Onderwijs met censuur te ondermijnen. Daarna overgegaan tot het parlementair debat.  Er werd 7 uur lang gedebatteerd over de vertrouwenskwestie en er werd gestemd bij zonsopgang op de 15e.
Er waren 77 parlementariërs die tegen het verzoek van Zavala stemden, terwijl 22 hem steunden en 16 zich onthielden. Kenji Fujimori was de enige van de 71 vertegenwoordigers van Fuerza Popular die aan het vertrouwensverzoek voldeed. Alle anderen maakten bezwaar. Ook de vertegenwoordigers van het Brede Front stemden tegen vertrouwen. Zo kwam de kabinetscrisis. De congresleden van Fuerza Popular waren van mening dat alle leden van het kabinet moesten aftreden, maar uiteindelijk heerste de mening dat alleen de premier verplicht was af te treden en dat de rest van de ministers kon blijven, behalve degenen die werden ondervraagd, zoals het geval was van minister Martens.

#### Tweede ministerieel kabinet (Aráoz)
Op 17 september 2017 werd de tweede vice-president en congreslid Mercedes Aráoz Fernández beëdigd als voorzitter van de Raad van Ministers van Peru en daarmee werden vijf nieuwe ministers aangekondigd: Claudia Cooper Fort (Economie), Idel Vexler (Onderwijs), Enrique Mendoza Ramírez (Justitie en Mensenrechten), Fernando D'Alessio (Gezondheid) en Carlos Bruce (Huisvesting). De nieuwe kabinetschef werd samen met de 18 ministers beëdigd tijdens een ceremonie in het Erehof van het Regeringspaleis.
Op 12 oktober verscheen Mercedes Aráoz voor de plenaire zitting van het Congres om een motie van vertrouwen in haar ministeriële kabinet te vragen. Zijn presentatie duurde twee uur. Na een parlementair debat dat tot één uur in de ochtend van de volgende dag duurde, stemden 83 congresleden voor de motie van vertrouwen en tegen 17. De volgende stap voor de uitvoerende macht is het aanvragen van wetgevende bevoegdheden van het Congres, gepland voor 7 december 2017.

#### Eerste presidentiële vacature proces
Op 13 december 2017 gaf Rosa Bartra, voorzitter van de Lava Jato-commissie, informatie vrij van het bedrijf Odebrecht waarin het verzekerde dat Westfield Capital, een adviesbureau voor investeringsbankieren, opgericht en geleid door Kuczynski, tussen november zeven adviesbureaus voor Odebrecht had uitgevoerd. 2004 en december 2007 voor 782.207 miljoen dollar, dat wil zeggen samenvallend met de tijd dat Kuczynski minister van Economische Zaken was (2004-2005) en voorzitter van de ministerraad (2005-2006). Uit de informatie bleek ook dat een ander bedrijf, First Capital, opgericht door de Chileen Gerardo Sepúlveda (Kuczynski's partner), adviseerde Odebrecht tussen 2005 en 2013. Ook was bekend dat beide adviesbureaus hetzelfde fiscale adres deelden.
De informatie was ernstig compromitterend voor de president, die altijd had ontkend relaties te hebben gehad met het bedrijf Odebrecht, en omdat de betalingen aan zijn persoonlijk adviesbureau waren gedaan toen hij minister van Staat was (iets wat volgens de grondwet verboden is voor het classificeren van een conflict van rente), en nog erger toen ze afkomstig waren van een bedrijf als Odebrecht, dat steekpenningen had betaald om de concessie voor werken binnen te halen, juist onder de regering van Toledo, toen Kuczynski minister was. De president kondigde toen aan dat hij de Lava Jato-commissie op 22 december zou ontvangen, maar dit gebaar werd als laat beschouwd, nadat hij er herhaaldelijk op had aangedrongen alleen schriftelijk te reageren.
De oppositie tegen de regering, geleid door Fuerza Popular, eiste het aftreden van Kuczynski en dreigde hem uit het presidentschap te ontslaan als hij dat niet deed. Frente Amplio stelde op haar beurt voor om de vacature direct door te laten gaan. Op 14 december om middernacht ontkende hij de beschuldigingen en zei dat hij zijn functie niet zou neerleggen. "Ik ben hier om u te vertellen: ik ga geen afstand doen van mijn eer, mijn waarden of mijn verantwoordelijkheden als president van alle Peruanen", zei hij in een bericht aan de natie. Ter verdediging verzekerde hij dat hij geen relatie had met het First Capital-bedrijf, dat exclusief eigendom was van Sepúlveda, en dat slechts een van de genoemde betalingen met hem te maken had, die van 2012, toen hij niet langer minister was. van staat; en dat wat Westfield Capital betreft, hoewel hij erkende dat het zijn eenmanszaak was, hij verklaarde dat het nooit onder zijn leiding en bestuur stond terwijl hij minister van Staat was, en dat de contracten die op dat moment dateerden waren ondertekend door Sepúlveda, zijn partner. Hij wees er ook op dat alle betalingen aan zijn bedrijf legaal waren, naar behoren geregistreerd, gefactureerd en gestort.
De uitleg van PPK overtuigde de oppositie niet, en hij werd ervan beschuldigd te blijven liegen, vooral met betrekking tot het feit dat hij zich had teruggetrokken uit Westfield Capital toen hij minister was, terwijl hij volgens openbare registers altijd als directeur werd vermeld. van dat bedrijf. In dit verband voerde PPK in haar verdediging het concept van de "Chinese muur" aan, een uitdrukking die in het bedrijfsleven wordt gebruikt om aan te duiden wanneer de partner of eigenaar geen contact heeft of informatie ontvangt over het management van het bedrijf. Maar ook dit argument overtuigde zijn tegenstanders niet, aangezien het een eenmanszaak was en hij onmogelijk buiten het management zou zijn gebleven. Geconfronteerd met de weigering van de president om af te treden, stelden verschillende oppositiebanken in het Congres voor zijn positie vacant te maken. 

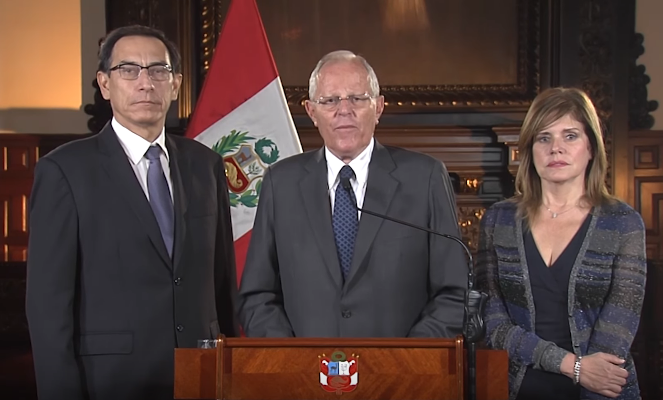
Pedro Pablo Kuczynski naast zijn vice-presidenten, Martín Vizcarra en Mercedes Aráoz, in een bericht aan de natie.

Het brede front presenteerde de motie voor het vacatureverzoek om te bespreken in de plenaire zitting van het Congres. De congresleden van Fuerza Popular, Apra en Alianza para el Progreso sloten zich aan bij het verzoek en zo overschreden ze de 26 handtekeningen die nodig zijn om door te gaan met het proces. Nadat de motie was goedgekeurd, begon het debat op de middag van 15 december. Wetgevers van de oppositie die de motie indienden, haalden moreel onvermogen aan toen ze aan de kaak stelden dat de president loog in verklaringen die hij aflegde over zijn banden met het Braziliaanse bedrijf. Van hun kant eisten de regeringsgezinde congresleden dat een eerlijk proces zou worden gevolgd, waarbij ze het feit verweten dat de oppositie ongewoon snel te werk ging en dat verschillende van haar leden al hadden besloten de president te ontslaan zonder zijn verdediging te hebben gehoord. Ze trokken ook het feit in twijfel dat een enkel rapport van Odebrecht als voldoende bewijs werd beschouwd, dat openlijk afzag van het onderzoek dat zo'n delicate en transcendentale zaak vereiste. Volgens het reglement was de stem van 40% van de valide congresleden vereist voor de toelating van het vacatureverzoek. Aangezien er 118 congresleden aanwezig waren, waren er slechts 48 stemmen nodig, wat ruim werd overschreden, aangezien 93 voor en 17 tegen stemden; de laatste waren voor het grootste deel die van de officiële bank.
Aldus het vacatureverzoek goedgekeurd, stemde het Congres ermee in dat PPK op donderdag 21 december om 9 uur 's ochtends, met of zonder zijn advocaat, voor de plenaire zitting van het Congres zou verschijnen om zijn verdediging te voeren, hem alle nodige tijd gevend; dan zou er een debat plaatsvinden en uiteindelijk zou er worden gestemd om de presidentiële vacature te bepalen, waarvoor 87 stemmen nodig waren op een totaal van 130 congresleden. Op de afgesproken dag ging Kuczynski naar het congres om zichzelf te verdedigen, vergezeld van zijn advocaat Alberto Borea Odría . De verdediging begon met een toespraak van de president zelf, die herhaalde dat hij elke daad van corruptie had gepleegd. Toen kwam Borea's verdediging, beschreven als briljant, wiens argument was gebaseerd op het feit dat het vacatureverzoek overdreven was, aangezien een president van de Republiek niet kon worden beschuldigd zonder met betrouwbaar bewijs zijn "permanente morele onbekwaamheid" aan te tonen. Hij was van mening dat de ten laste gelegde misdaden eerst in de onderzoekscommissie zouden moeten worden uitgezonden, alvorens overhaaste conclusies te trekken. Hij ontkende ook dat Kuczynski herhaaldelijk had gelogen over zijn relatie met Odebrecht, aangezien de gebeurtenissen in kwestie twaalf jaar geleden hadden plaatsgevonden en hij ze niet tot in detail hoefde te onthouden.
Na de toespraak van Borea begon het congresdebat, dat veertien uur duurde. De stemming voor de vacature vond na elf uur 's avonds plaats met de volgende uitslag: 78 stemmen voor, 19 tegen en 21 onthoudingen. Een van de banken, die van Nuevo Perú, trok zich voor de stemming terug, met het argument dat ze zich niet zouden lenen voor het spel dat door de Fujimoristen werd voorgesteld. Aangezien er 87 stemmen nodig waren om door te gaan met de vacature, werd deze afgewezen. De hele bank van Fuerza Popular stemde voor de vacature, met uitzondering van 10 van haar leden, onder leiding van Kenji Fujimori, die zich van stemming onthielden en zo de uitslag bepaalden. Het gerucht deed de ronde dat deze dissidente groep hun stemmen met de regering had onderhandeld in ruil voor een presidentieel pardon ten gunste van Alberto Fujimori, hun historische leider die tien jaar gevangen zat.

#### De oppositie in het Congres
De bestuurlijke crisis is ontstaan door het bestaan van een meerderheidsoppositiegroep in het Congres, die voortdurend de confrontatie aangaat met een verzwakte uitvoerende macht, die ervan wordt beschuldigd ondoeltreffend te zijn in het oplossen van de problemen van het land. Tot september 2017, dat wil zeggen in een jaar en twee maanden regering, had Fujimori de val van vijf ministers veroorzaakt.
Verschillende analisten waren van mening dat Fujimorismo ernaar op zoek was de institutionele aard van het land omver te werpen en het openbaar ministerie, het constitutionele hof en het presidentschap van de republiek te controleren. Dit alles zou zijn leider Keiko Fujimori, die serieus betrokken is bij de Odebrecht-zaak, beschermen.
- Tegen het Openbaar Ministerie: Fujimorismo diende via zijn congreslid Daniel Salaverry een grondwettelijke beschuldiging in tegen de nationale aanklager Pablo Sánchez, omdat hij naar verluidt geen onderzoek had ingesteld tegen verschillende Peruaanse bedrijven die lid waren van Odebrecht.[170] Daaraan werd nog een grondwettelijke klacht toegevoegd tegen dezelfde aanklager, ingediend door parlementariër Yeni Vilcatoma, een voormalig lid van de Fujimori-bank, die vraagtekens zette bij zijn functionele verantwoordelijkheid voor de uitvaardiging van een resolutie die voorzag dat alle nieuwe klachten over georganiseerde misdaad en het witwassen van geld moesten worden ingediend. Alleen verzonden naar het kantoor van aanklager Hamilton Castro, verantwoordelijk voor de Odebrecht-zaak.[171]
- Tegen het Grondwettelijk Hof (TC): van de Subcommissie voor constitutionele beschuldigingen van het Congres, Fujimori, verbonden met Aprismo, keurde de aanbeveling aan de plenaire zitting van het Congres goed voor het ontslag en de diskwalificatie voor 10 jaar van magistraat Eloy Espinosa-Saldaña en de schorsing voor 30 dagen drie andere magistraten: Manuel Miranda, Marianella Ledesma en Carlos Ramos, allemaal door elf gepensioneerde matrozen beschuldigd van het overtreden van het grondwettelijke voorschrift van de "onveranderlijkheid van het gezag van gewijsde" door een resolutie uit te vaardigen waarin ze de verklaring van een vonnis uit 2013 nietig verklaarden, waarin werd gezegd dat het bloedbad van El Frontón in 1986 geen misdaad tegen de menselijkheid was.[172] De leden van de TC gingen naar het Inter-Amerikaanse Hof voor de Rechten van de Mens om aan de kaak te stellen wat zij beschouwden als een bedreiging voor de onafhankelijkheid van hun functies door het Peruaanse congres. De rechtbank was het eens met de magistraten en vroeg het Congres om de beschuldiging te archiveren.[173]
- Tegen de president van de republiek: de onthullingen dat Odebrecht betalingen voor adviesbureaus aan de PPK-eenmanszaak had gedaan toen hij minister van Staat was, zouden zijn gedaan op zoek naar de presidentiële vacature, die hoewel niet werd vervuld tijdens de stemming in de Op het congres van 21 december 2017 waarschuwden de woordvoerders van het Fujimorisme dat ze op zoek zouden gaan naar meer bewijs dat de president in de Odebrecht-zaak verplicht om nog een vacaturemotie in te dienen (zoals ze inderdaad deden). De linksen van Frente Amplio en Nuevo Perú wezen ook op hetzelfde, hoewel ze nog een andere motivatie voor de vacature toevoegden, verwijzend naar de humanitaire gratie voor Alberto Fujimori, die zij als illegaal beschouwden.

### 2021-2022
De huidige president van Peru is Pedro Castillo.
Op 7 december 2022 ontbond president Pedro Castillo, 1 uur voordat de congresleden zouden gaan stemmen over zijn afzetting, eenzijdig het congres en het parlement. De stemming ging gewoon door en enkele uren later, mede onder druk van de Verenigde Staten, werd Castillo alsnog afgezet en gevangengenomen.
Geschiedenis van: Argentinië · Aruba · Bolivia · Brazilië · Chili · Colombia · Ecuador · Frans-Guyana · Guyana · Panama · Paraguay · Peru · Suriname · Uruguay · Venezuela